# Super Coupe de Tunisie de basket-ball
La Super Coupe de Tunisie de basket-ball (arabe : كأس السوبر التونسي لكرة السلة للرجال), aussi connue sous le nom de Trophée des champions, est une compétition de basket-ball tunisienne opposant le champion de Tunisie au vainqueur de la coupe de Tunisie (ou le vice-champion si le champion est aussi le vainqueur de la coupe de Tunisie).

## Histoire
Lors de la première édition de la Super Coupe de Tunisie disputée en 2003, le Club africain remporte la finale face à la Jeunesse sportive kairouanaise. En finale de la Super Coupe de Tunisie 2004, le Club africain remporte à nouveau le titre face au Stade nabeulien. En octobre 2005, la Jeunesse sportive kairouanaise remporte la finale de la Super Coupe de Tunisie contre l'Union sportive monastirienne à la salle de Sousse.
Le 10 janvier 2015, le Club africain remporte la finale de l'édition 2014 contre l'Étoile sportive du Sahel (78-73) au Palais des sports d'El Menzah. La Super Coupe 2015 entre le Club africain et l'Étoile sportive du Sahel n'a pas lieu en raison du manque de sponsors. L'édition 2016 entre les deux mêmes clubs n'a à nouveau pas lieu en raison d'un calendrier chargé.
La finale de la Super Coupe de Tunisie 2019 entre l'Union sportive monastirienne et l'Étoile sportive de Radès, initialement programmée pour le 11 avril 2020 au Palais des sports Marcel-Cerdan à Paris, est reportée en raison de la Covid 19 et finalement annulée.
Le 10 mars 2024, le Club africain remporte la finale de la Super Coupe de Tunisie 2023 contre l'Union sportive monastirienne (68-48) à la salle omnisports de Radès.
Le 21 décembre 2024, l'Union sportive monastirienne bat le Club africain (64-60) en finale à la salle omnisports de Radès.

## Palmarès
- 2003 : Club africain
- 2004 : Club africain
- 2005 : Jeunesse sportive kairouanaise
- 2006-2013 : non disputé
- 2014 : Club africain
- 2015-2022 : non disputé
- 2023 : Club africain
- 2024 : Union sportive monastirienne

## Bilan par club
| Club                           | Titres |
| ------------------------------ | ------ |
| Club africain                  | 4      |
| Jeunesse sportive kairouanaise | 1      |
| Union sportive monastirienne   | 1      |